# St-Martin (Clamecy)

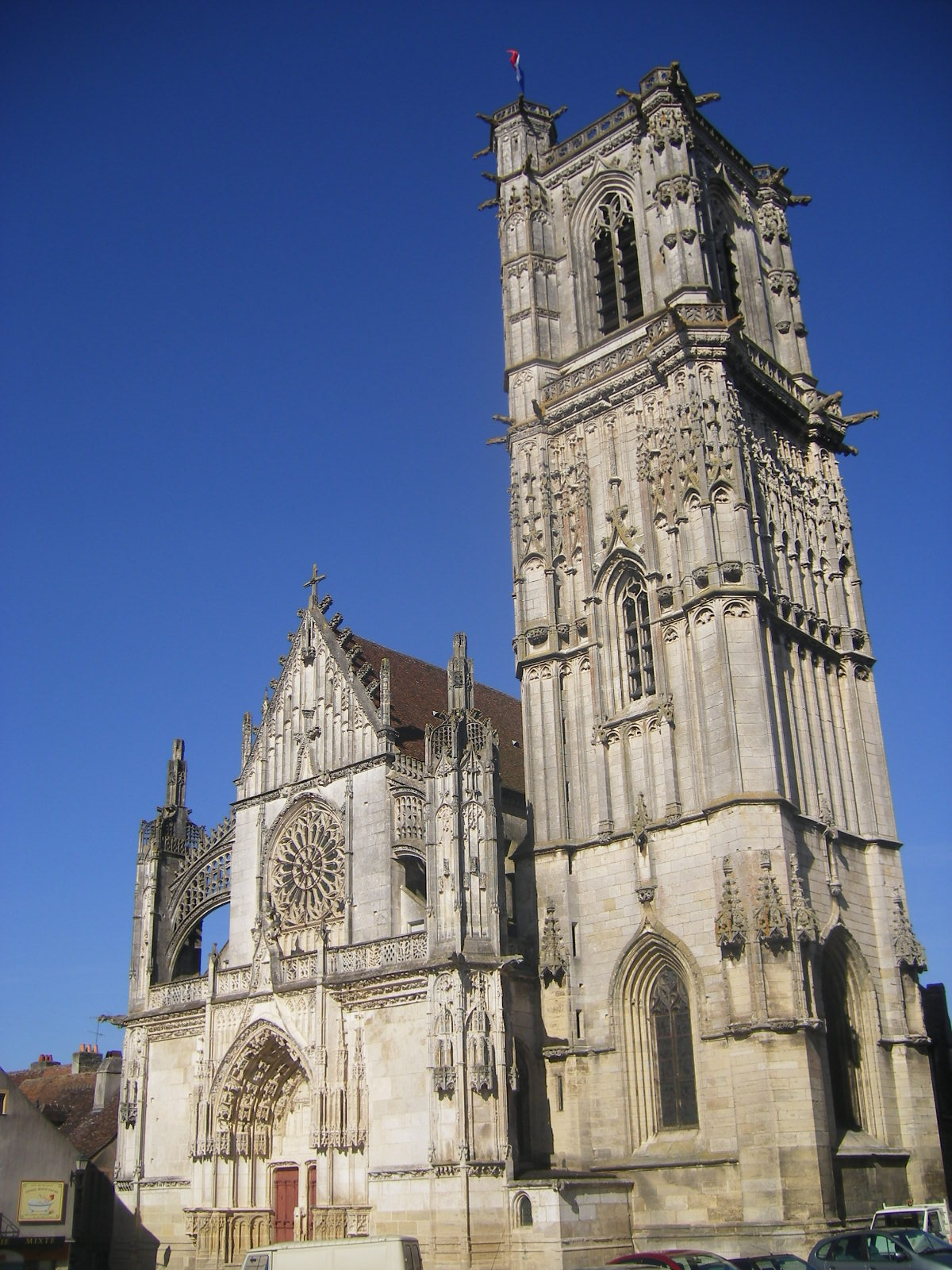
Spätgotische Westfassade

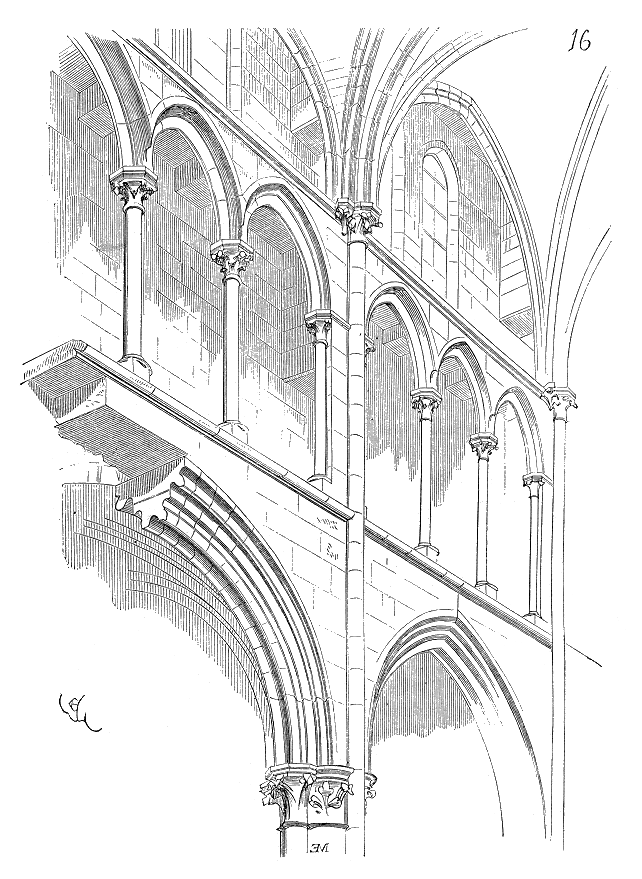
Triforium nach Viollet-le-Duc

Die ehemalige Kollegialstiftskirche Saint-Martin in Clamecy (Département Nièvre) ist ein bedeutender Bau der Gotik in Burgund.
Eine erste Kirche ist bereits seit dem 8. Jahrhundert bezeugt. Das Kollegialstift wurde 1075 durch Vicomte Guy de Clamecy gegründet. Zu Beginn des 13. Jahrhunderts wurde mit einem Neubau begonnen, bei dem Teile eines Vorgängerbaus des 12. Jahrhunderts verwendet wurden. Zu Beginn des 16. Jahrhunderts folgten die Westfassade und der südlich angebaute Glockenturm.
Die Kirche ist eine querhauslose dreischiffige Basilika mit rechteckigem Chor mit Umgang. Der rechteckige Chorumgang ist eine Seltenheit im 13. Jahrhundert und mag vielleicht durch die Zisterzienserbaukunst beeinflusst sein (Vgl. Cîteaux). Das Hauptschiff ist dreigeschossig gegliedert mit Seitenschiffarkaden auf Rundpfeilern, von denen jeder zweite kantoniert ist, Triforium und Obergaden mit dem für Burgund typischen Laufgang („diaphane“ Wand). Der Beginn des Chorraums ist durch eine das Mittelschiff überspannte Tribüne markiert. Sie stammt von Viollet-le-Duc und ersetzt eine Empore des 16. Jahrhunderts. Der Wandaufriss ist am ehesten mit dem Chor der Kathedrale von Auxerre verwandt, kann aber auch mit Dijon oder Semur-en-Auxois verglichen werden. In den östlichen Jochen sind die Fensteröffnungen noch als einfache Lanzettbögen ausgeformt, Maßwerkfenster treten erst in den westlichen Jochen auf.
Bei der Anlage der Westfassade wurde das Kirchenschiff um ein Joch nach Westen verlängert. Die reiche Flamboyant-Fassade steht im Kontrast zum relativ schmucklosen Außenbau des 13. Jahrhunderts. In der Französischen Revolution wurde das Portal bis auf die Figuren in den Archivolten seines Figurenschmucks beraubt. Dargestellt sind 32 Szenen aus der Legende des hl. Martin. Der viergeschossige quadratische Glockenturm entspricht dem der Kathedrale von Nevers.